# Automate (genre)
Genre
Automate est un genre de crevettes marines de la famille des Alpheidae.

## Liste d'espèces
Selon World Register of Marine Species (15 octobre 2015) :
- Automate anacanthopus de Man, 1910
- Automate branchialis Holthuis & Gottlieb, 1958
- Automate dolichognatha de Man, 1888
- Automate evermanni Rathbun, 1901
- Automate hayashii Anker & Komai, 2004
- Automate rectifrons Chace, 1972
- Automate rugosa Coutière, 1902
- Automate salomoni Coutière, 1908
- Automate talismani Coutière, 1902